# Балашов, Владимир Павлович
Влади́мир Па́влович Балашо́в (10 июля 1920, Ижевское, Спасский уезд, Рязанская губерния, РСФСР — 23 декабря 1996, Москва) — советский актёр театра и кино. Заслуженный артист РСФСР (1955). Лауреат Сталинской премии первой степени (1951). Член КПСС с 1954 года.

## Биография
Владимир Павлович Балашов родился 10 июля 1920 в селе Ижевское, Рязанской губернии. Учился в школе киноактёров при киностудии «Мосфильм» (1937—1941). Будучи студентом, был приглашён Григорием Рошалем на главную роль в картину «Семья Оппенгейм» (1938).
C 1945 по 1959 годы был актёром Театра-студии киноактёра.

С 1959 по 1992 годы — актёр ЦКДЮФ имени М. Горького.
В 1939 году женился на актрисе Наталье Гицерот, в браке с которой прожил более десяти лет. Второй супругой Балашова стала актриса Одесского театра им. Иванова Роза Матюшкина, с которой он познакомился на съёмках фильма «Тень у пирса». В 1956 году у них родилась дочь Елена.
В. П. Балашов умер 23 декабря 1996 года. Похоронен на Введенском кладбище (2 уч.).

## Признание и награды
- Медаль «За трудовую доблесть» (6 марта 1950) — за выдающиеся заслуги в развитии советской кинематографии, в связи с 30-летием[1]
- Сталинская премия первой степени (1951) — за исполнение роли Милия Алексеевича Балакирева в фильме «Мусоргский» (1950)
- заслуженный артист РСФСР (1955)

## Фильмография

### Художественные фильмы

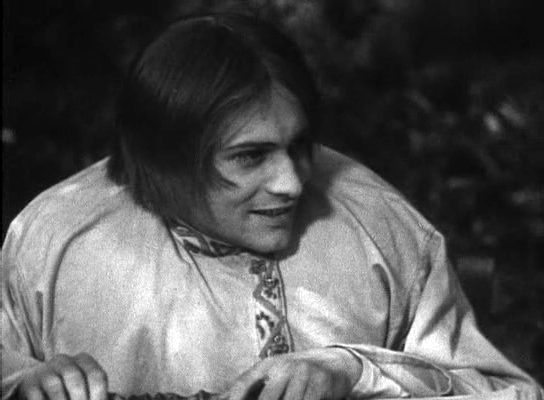
Владимир Балашов в роли Никиты Артамонова, фильм «Дело Артамоновых» (1941)

1. 1938 — Семья Оппенгейм — Бертольд Оппенгейм
2. 1940 — Семнадцатилетние — Костя
3. 1941 — Дело Артамоновых — Никита Артамонов
4. 1942 — Как закалялась сталь — Виктор Лещинский
5. 1942 — Клятва Тимура  — парень
6. 1943 — Партизаны в степях Украины — Аркаша
7. 1944 — Нашествие — Паша, подпольщик
8. 1944 —1945 — Иван Грозный — Пётр Волынец / отрок в пещном действе
9. 1945 — Человек № 217 — Макс, немецкий офицер
10. 1945 — Это было в Донбассе — Павлик
11. 1946 — Беспокойное хозяйство — Дюрен, французский лётчик
12. 1946 — Клятва — Анатолий Липский
13. 1947 — Рядовой Александр Матросов — Костя Ильин
14. 1947 — Марите — Юстас, литовский юноша
15. 1948 — Третий удар — юный солдат-доброволец
16. 1949 — Академик Иван Павлов — Семёнов
17. 1949 — Константин Заслонов — Тимка Докутович
18. 1950 — Мусоргский — М. А. Балакирев
19. 1952 — Максимка — старший лейтенант Чебыкин
20. 1952 — Римский-Корсаков — С. П. Дягилев
21. 1953 — Адмирал Ушаков — Белли
22. 1953 — Корабли штурмуют бастионы — Белли
23. 1954 — Командир корабля — капитан-лейтенант Николай Николаевич Парамонов
24. 1955 — Вольница — студент
25. 1955 — Крушение эмирата — Осипов
26. 1955 — Тень у пирса — Кобчиков, агент вражеской разведки
27. 1956 — Главный проспект — Гриценко
28. 1956 — Иван Франко — Генрик
29. 1956 — Капитан «Старой черепахи» — секретарь губкома
30. 1956 — Костёр бессмертия — эпизод
31. 1957 — Крутые ступени — Симон Матвеевич Галаган, предатель
32. 1957 — Новый аттракцион — Василий Гуляев
33. 1958 — Человек с планеты Земля — Дорофеев
34. 1959 — Мечты сбываются — Лощинский
35. 1959 — Токтогул — Семёнов
36. 1960 — Северная радуга — И. Ф. Паскевич
37. 1960—1961 — Первые испытания — Кривицкий
38. 1961 — Музыка Верди — Семёнов
39. 1961 — Суд сумасшедших — Сенатор
40. 1962 — Каменные километры (короткометражный) — Геолог
41. 1964 — Они шли на Восток — сенатор
42. 1965 — Гиперболоид инженера Гарина — эпизод
43. 1965 — Одиночество — Токмаков
44. 1965 — Год как жизнь — Иосиф Молль
45. 1966 — Чужое имя — Тюрин
46. 1967 — Морские рассказы
47. 1968 — Снегурочка
48. 1968 — Щит и меч — Вальтер Зонненберг
49. 1969 — Угрюм-река (3 серия) — следователь
50. 1970 — Крушение империи — Гучков
51. 1970 — Серебряные трубы
52. 1973 — Открытие
53. 1975 — Без права на ошибку — Егор Савельевич Тарута
54. 1975 — Шторм на суше — писатель-адресат
55. 1977 — Убит при исполнении
56. 1979 — Шествие золотых зверей — Александр Иванович Буддо, агроном и коллекционер
57. 1981 — Карнавал — член приёмной комиссии
58. 1983 — Демидовы — Де Геннин
59. 1986 — Алмазный пояс — эпизод
60. 1987 — Серебряные струны — Шурин
61. 1989 — Картина (телеспектакль) — Фомин
62. 1990 — Комитет Аркадия Фомича — Лев Ильич

### Дублирование
1. 1946 — Похождения Насреддина — Саид
2. 1959 — Командир отряда  — помощник начальника
3. 1959 — Король Шумавы — командир подразделения
4. 1961 — Город большой судьбы — читает текст
5. 1963  - Укротители велосипедов - директор велозавода (роль Алексея Смирнова )
6. 1964 — Звезда Улугбека – Ходжа Ахрар, духовный глава мусульман (играет Алим Ходжаев)
7. 1965 — Эскадра уходит на запад — читает текст
8. 1966 — Как украсть миллион — Бернар де Солней
9. 1967 — Оскар — Филипп Дюбуа
10. 1968 — Маленький купальщик — Анри Кастанье
11. 1981 — Невезучие — Александр Бенц
12. 1981 — Знахарь — Чиньский
13. 1984 — Похититель поневоле — Гаджи Камяб — роль С. Аслана
14. 1987 — Конец Вечности — Вычислитель Сеннор (в некоторых эпизодах) — роль Бориса Иванова

### Озвучивание мультфильмов
1. 1950 — Волшебный клад — Пастух Баир
2. 1966 — Самый, самый, самый, самый — Орёл
3. 1967 — Песенка в лесу

## Факты
Во многих биографических справочниках Владимира Павловича Балашова ошибочно называют актёром Екатеринбургского ТЮЗа и автором ряда пьес и поэтических драм. Действительным автором этих произведений был екатеринбургский актёр Владимир Филиппович Балашов (20 июля 1927 — 21 февраля 2002).